# Enannatum II
Enannatum II fou rei de Lagaix, successor (i potser fill?) d'Entemena, al que va succeir.
Va regnar al segle xxv aC. Entre ell i el seu predecessor van regnar un total de 42 anys, però es desconeix la quantitat que correspon a cadascun. Del seu regnat només es conserva un document, en el qual no s'esmenta el seu nom, però se li atribueix per l'esment de l'administrador-sacerdot de Ningursu, Enetarzi. Va encarregar-se de la restauració de la cerveseria del temple de Ningirsu. Segons una inscripció, el déu de Enannatum II era Shutula. El regnat va ser relativament pacífic. La dinastia havia perdut importància i exercia l'hegemonia la dinastia d'Ur (coneguda com a Ur II).
Va ser succeït per Enetarzi mitjançant una estratègia administrativa d'usurpació del tron.